# Erik Gisslén

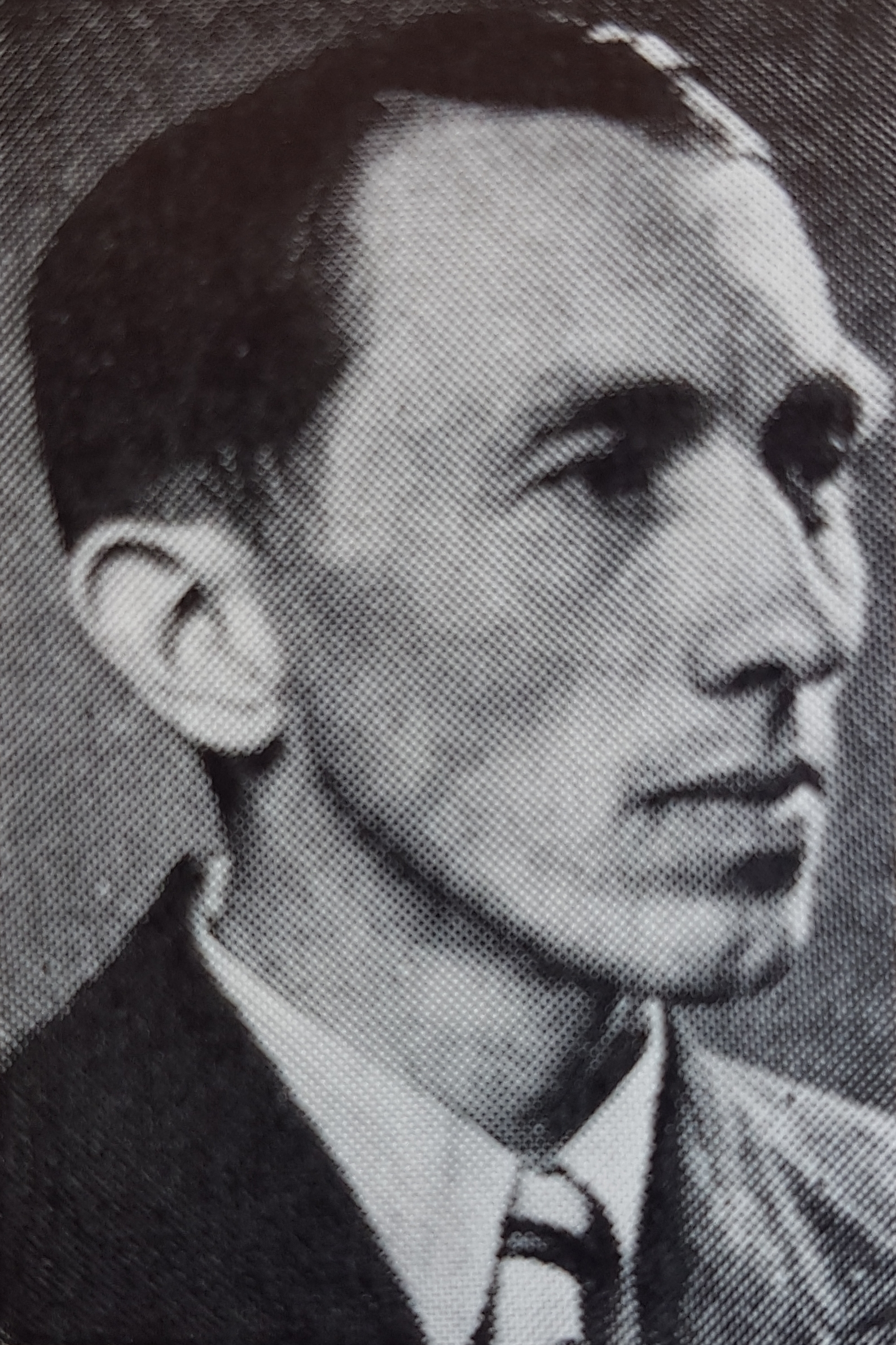
Erik Gisslén.

Erik Gustav Gisslén, född 8 februari 1911 i Ragunda, Jämtlands län, död där 19 april 1998, var en svensk konstnär.
Han var son till poststationsföreståndaren och kommunalmannen Anders Petter Gisslén och Hildur Lind och från 1938 gift med Göta Ingegerd Lundström. Gisslén studerade en kortare tid vid Otte Skölds målarskola 1935 och för Börje Hedlund vid Grünewalds målarskola i Stockholm 1947 samt under studieresor till Norge och Italien. Separat ställde han ut i Sundsvall och Östersund samt medverkade i samlingsutställningar med Jämtlands läns konstförening sedan 1937. Hans konst består av skildringar av det jämtländska landskapet samt några enstaka porträtt utförda i olja eller pastell. 